# Monségur (Lot-et-Garonne)
Pour les articles homonymes, voir Monségur.
Monségur est une commune du Sud-Ouest de la France, située dans le département de Lot-et-Garonne (région Nouvelle-Aquitaine).

## Géographie

### Localisation
Commune située en Guyenne sur une hauteur surplombant la vallée du Lot

### Communes limitrophes
Les communes limitrophes sont Montagnac-sur-Lède, Condezaygues, Lacaussade, Saint-Aubin, Salles et Trentels.
| Lacaussade  | Montagnac-sur-Lède | Salles       |
| Saint-Aubin | Monségur           | Condezaygues |
|             | Trentels           |              |

### Climat
Pour des articles plus généraux, voir Climat de la Nouvelle-Aquitaine et Climat de Lot-et-Garonne.
Historiquement, la commune est exposée à un climat océanique aquitain.  
En 2020, Météo-France publie une typologie des climats de la France métropolitaine dans laquelle la commune est exposée à un climat océanique altéré et est dans la région climatique Aquitaine, Gascogne, caractérisée par une pluviométrie abondante au printemps, modérée en automne, un faible ensoleillement au printemps, un été chaud (19,5 °C), des vents faibles, des brouillards fréquents en automne et en hiver et des orages fréquents en été (15 à 20 jours).
Pour la période 1971-2000, la température annuelle moyenne est de 12,7 °C, avec une amplitude thermique annuelle de 15,8 °C. Le cumul annuel moyen de précipitations est de 866 mm, avec 11,3 jours de précipitations en janvier et 6,9 jours en juillet. Pour la période 1991-2020, la température moyenne annuelle observée sur la station météorologique la plus proche, située sur la commune de Lacapelle-Biron à 12,88 km à vol d'oiseau, est de 13,6 °C et le cumul annuel moyen de précipitations est de 833,3 mm,. Pour l'avenir, les paramètres climatiques de la commune estimés pour 2050 selon différents scénarios d’émission de gaz à effet de serre sont consultables sur un site dédié publié par Météo-France en novembre 2022.

## Urbanisme

### Typologie
Au 1er janvier 2024, Monségur est catégorisée commune rurale à habitat très dispersé, selon la nouvelle grille communale de densité à sept niveaux définie par l'Insee en 2022.
Elle est située hors unité urbaine. Par ailleurs la commune fait partie de l'aire d'attraction de Villeneuve-sur-Lot, dont elle est une commune de la couronne,. Cette aire, qui regroupe 34 communes, est catégorisée dans les aires de 50 000 à moins de 200 000 habitants,.

### Occupation des sols

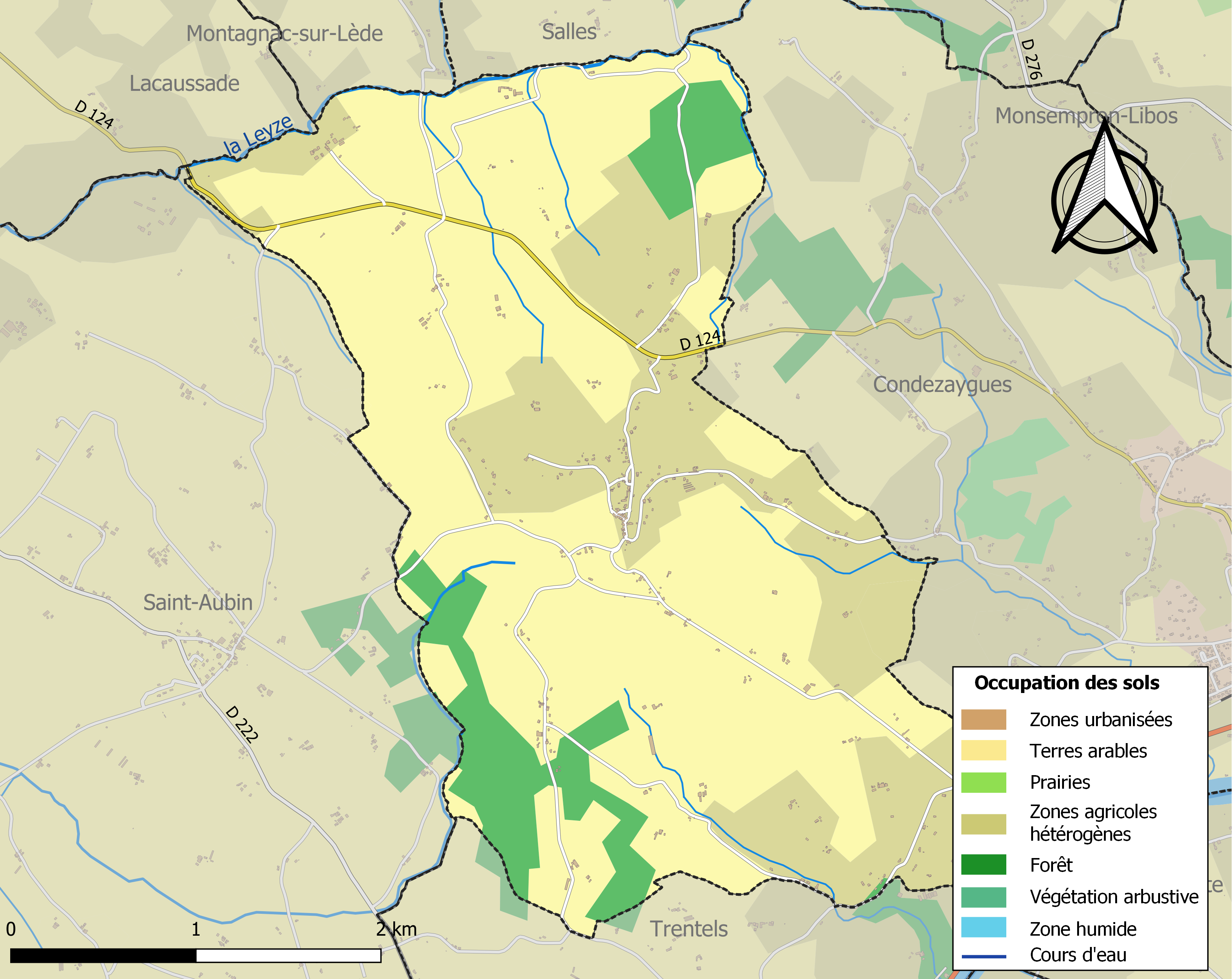
Carte des infrastructures et de l'occupation des sols de la commune en 2018 (CLC).

L'occupation des sols de la commune, telle qu'elle ressort de la base de données européenne d’occupation biophysique des sols Corine Land Cover (CLC), est marquée par l'importance des territoires agricoles (91 % en 2018), une proportion sensiblement équivalente à celle de 1990 (90,9 %). La répartition détaillée en 2018 est la suivante : 
terres arables (61,9 %), zones agricoles hétérogènes (29 %), forêts (9 %). L'évolution de l’occupation des sols de la commune et de ses infrastructures peut être observée sur les différentes représentations cartographiques du territoire : la carte de Cassini (XVIIIe siècle), la carte d'état-major (1820-1866) et les cartes ou photos aériennes de l'IGN pour la période actuelle (1950 à aujourd'hui).

### Risques majeurs
Le territoire de la commune de Monségur est vulnérable à différents aléas naturels : météorologiques (tempête, orage, neige, grand froid, canicule ou sécheresse), mouvements de terrains et séisme (sismicité très faible). Un site publié par le BRGM permet d'évaluer simplement et rapidement les risques d'un bien localisé soit par son adresse soit par le numéro de sa parcelle.
Les mouvements de terrains susceptibles de se produire sur la commune sont des glissements de terrain et des tassements différentiels.

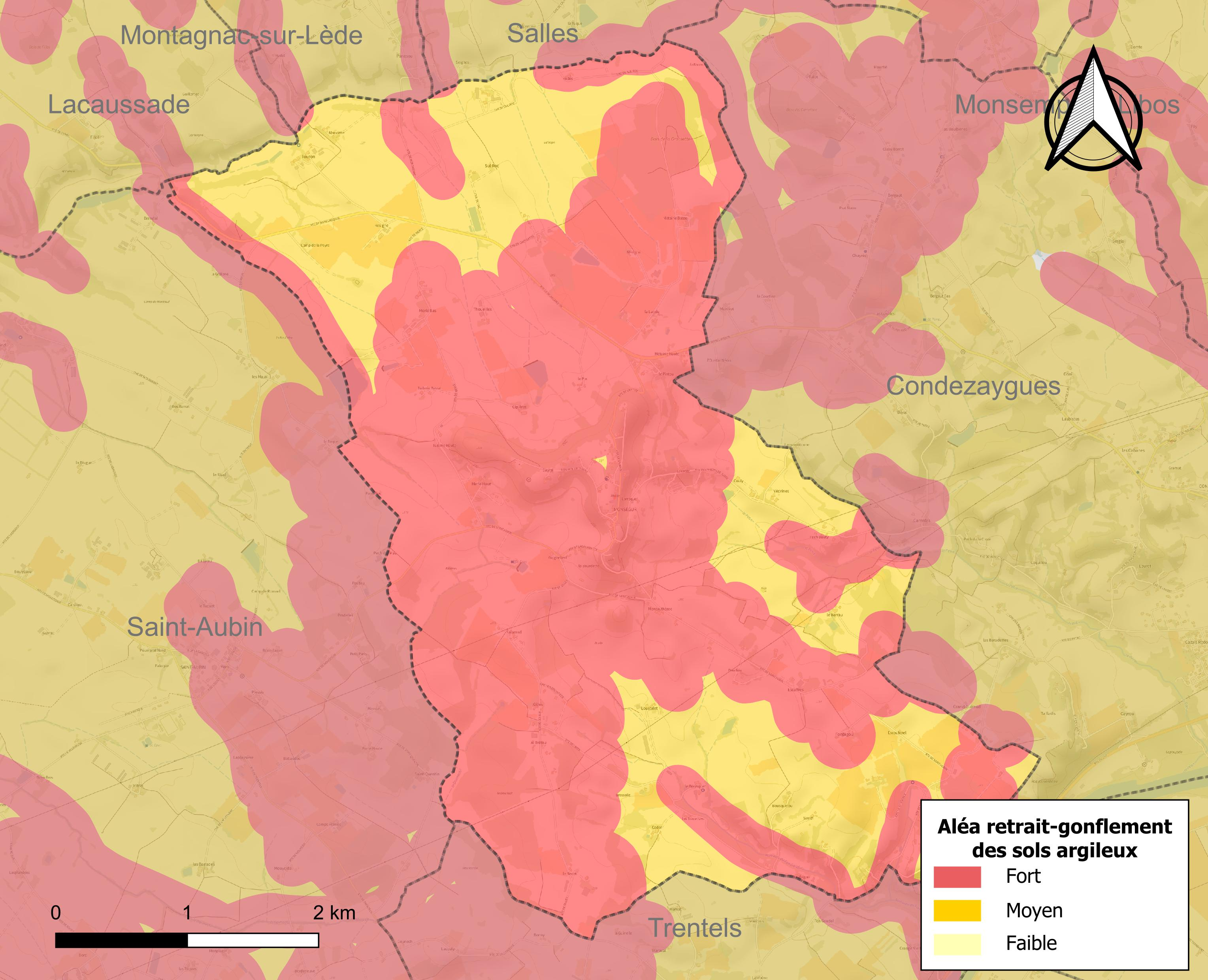
Carte des zones d'aléa retrait-gonflement des sols argileux de Monségur.

Le retrait-gonflement des sols argileux est susceptible d'engendrer des dommages importants aux bâtiments en cas d’alternance de périodes de sécheresse et de pluie. La totalité de la commune est en aléa moyen ou fort (91,8 % au niveau départemental et 48,5 % au niveau national). Depuis le 1er octobre 2020, en application de la loi ELAN, différentes contraintes s'imposent aux vendeurs, maîtres d'ouvrages ou constructeurs de biens situés dans une zone classée en aléa moyen ou fort,.
La commune a été reconnue en état de catastrophe naturelle au titre des dommages causés par les inondations et coulées de boue survenues en 1982, 1993, 1999, 2003, 2008 et 2009, par la sécheresse en 2003 et par des mouvements de terrain en 1999.

## Histoire
Décès lors des guerres du XXème siècle
Guerre 14-18
COUDERC Augustin, DELLONG Joseph, SEYSSET Isnel, HEBRARD Léon, BIALET Jean, BIALET Léon, COURET Edmond, LAGARRIGUE Jean, BEBENGUT Ismaël, CHEMILLAC André, GASCOU Antoine, DEJEAN Jean, VEYSSIE Jean, CONCHOU Pierre, BARTHE Léopold, LESPINASSE Charles, FOULOU Oscar, MALBERT Albert
Guerre 39-45
ARBEZ Manuel
Guerre d'Algérie
MONTEIL René

## Politique et administration
| Période                                  | Période   | Identité          | Étiquette | Qualité                         |
| ---------------------------------------- | --------- | ----------------- | --------- | ------------------------------- |
| 1830                                     | 1848      | Jean Séguy        |           |                                 |
| 1848                                     | 1851      | Armand Fédar      |           |                                 |
| 1851                                     | 1856      | Jean Séguy        |           |                                 |
| 1856                                     | 1870      | Antoine Vidal     |           |                                 |
| 1870                                     | 1876      | Jean Descazal     |           |                                 |
| 1876                                     | 1881      | Jean Delfigué     |           |                                 |
| 1881                                     | 1904      | Louis Eyma        |           |                                 |
| 1904                                     | 1912      | Paul Boutié       |           |                                 |
| 1912                                     | aout 1914 | Oscar Dumeau      |           |                                 |
| 1914                                     | mars 1919 | Joseph Oreille    |           | Agriculteur                     |
| 1919                                     | 1944      | Oscar Dumeau      |           | Agriculteur                     |
| décembre 1944                            | mars 1953 | Albert Lagarrigue |           | Agriculteur                     |
| mars 1953                                | mars 1977 | Robert Rabot      |           | Agriculteur                     |
| juin 1977                                | mars 1995 | Roland Bailles    |           | Agriculteur                     |
| juin 1995                                | mars 2008 | Paul Boucheyrou   |           | Retraité agricole               |
| mars 2008                                | En cours  | Jeannine Jourdane |           | Agricultrice Retraitée agricole |
| Les données manquantes sont à compléter. |           |                   |           |                                 |

## Démographie
| 1793 | 1800 | 1806 | 1821 | 1831 | 1836 | 1841 | 1846 | 1851 |
| ---- | ---- | ---- | ---- | ---- | ---- | ---- | ---- | ---- |
| 786  | 690  | 806  | 768  | 517  | 478  | 482  | 431  | 468  |

| 1856 | 1861 | 1866 | 1872 | 1876 | 1881 | 1886 | 1891 | 1896 |
| ---- | ---- | ---- | ---- | ---- | ---- | ---- | ---- | ---- |
| 489  | 460  | 448  | 426  | 428  | 405  | 372  | 351  | 358  |

| 1901 | 1906 | 1911 | 1921 | 1926 | 1931 | 1936 | 1946 | 1954 |
| ---- | ---- | ---- | ---- | ---- | ---- | ---- | ---- | ---- |
| 366  | 348  | 340  | 290  | 302  | 293  | 292  | 271  | 286  |

| 1962 | 1968 | 1975 | 1982 | 1990 | 1999 | 2006 | 2011 | 2016 |
| ---- | ---- | ---- | ---- | ---- | ---- | ---- | ---- | ---- |
| 316  | 279  | 329  | 386  | 381  | 377  | 374  | 383  | 401  |

| 2021 | 2022 | - | - | - | - | - | - | - |
| ---- | ---- | - | - | - | - | - | - | - |
| 401  | 400  | - | - | - | - | - | - | - |

## Lieux et monuments
- Église Notre-Dame de Monségur[23].

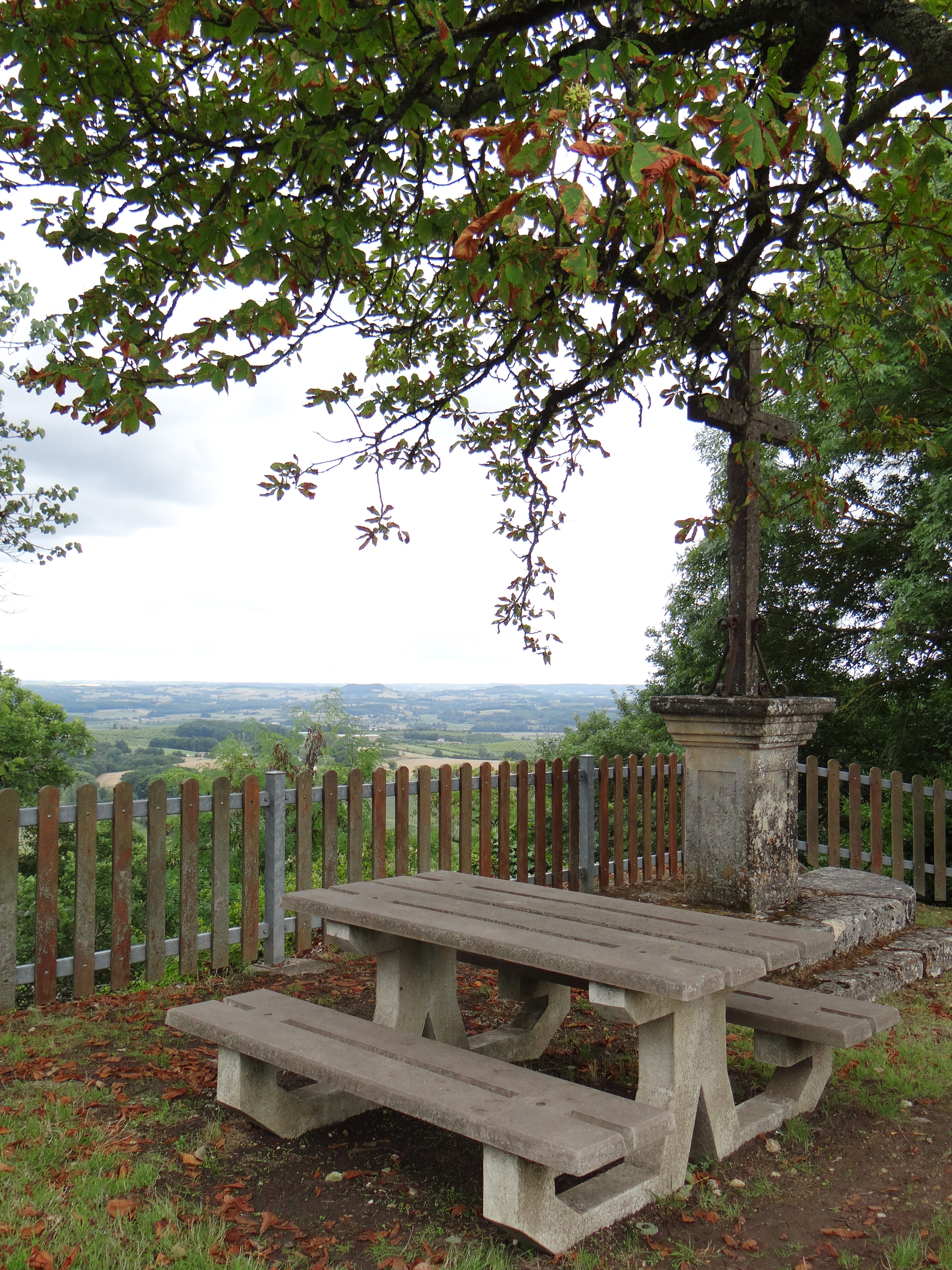
Point de vue sur la vallée du Lot

- Point de vue sur la vallée du Lot.